# Municipio de Combs
El municipio de Combs (en inglés: Combs Township) es un municipio ubicado en el condado de Carroll en el estado estadounidense de Misuri. En el año 2010 tenía una población de 234 habitantes y una densidad poblacional de 2,56 personas por km².

## Geografía
El municipio de Combs se encuentra ubicado en las coordenadas 39°23′42″N 93°21′40″O / 39.39500, -93.36111. Según la Oficina del Censo de los Estados Unidos, el municipio tiene una superficie total de 91.39 km², de la cual 91,37 km² corresponden a tierra firme y (0,02 %) 0,02 km² es agua.

## Demografía
Según el censo de 2010, había 234 personas residiendo en el municipio de Combs. La densidad de población era de 2,56 hab./km². De los 234 habitantes, el municipio de Combs estaba compuesto por el 98,29 % blancos, el 1,28 % eran afroamericanos y el 0,43 % eran de una mezcla de razas. Del total de la población el 0,43 % eran hispanos o latinos de cualquier raza.